# Federaal Agentschap voor Nucleaire Controle
Het Federaal Agentschap voor Nucleaire Controle of FANC (Frans: Agence fédérale de contrôle nucléaire of AFCN; Duits: Föderalagentur für Nuklearkontrolle of FANK)  is de Belgische toezichthouder voor de nucleaire sector. Het Agentschap is een parastatale Belgische openbare instelling van openbaar nut van categorie C, met rechtspersoonlijkheid. Het werd opgericht in het kader van de wet van 15 april 1994 met betrekking op de bescherming van de bevolking en van het leefmilieu tegen de uit ioniserende stralingen voortspruitende gevaren op het Belgische grondgebied. Het agentschap ressorteert onder de bevoegdheid van de Federale Overheidsdienst Binnenlandse Zaken.

## Oprichting
Door het Transnuklear-schandaal in 1987, een jaar na de kernramp van Tsjernobyl, kwam er vraag naar onafhankelijke controle op de kernenergiesector in België. Daarop diende in 1988 Norbert De Batselier (SP) een wetsvoorstel in omtrent de oprichting van een "Instituut voor Nucleaire Veiligheid en Gezondheid". Uiteindelijk werd het Federaal Agentschap voor Nucleaire Controle (FANC) opgericht bij wet van 15 april 1994.

## Taken en diensten
Het FANC voert verschillende taken uit:
- informatieverstrekking en verhogen deskundigheid
- controle rond vergunde installaties door een meetnetwerk
- controle op de vergunde installaties
- advies en inspectie van ioniserende transporten
- het uitwerken van een kader en inspectie voor het kernafval en de verwerking (in samenwerking met het NIRAS)
- ontwikkelen, opvolgen en harmonisatie van de regelgeving
- leggen van internationale contacten
- oplijsten van de verschillende vergunde installaties en inrichtingen binnen de 3 klassen:
  - Klasse 1: Kerncentrales en grote installaties
  - Klasse 2: Ziekenhuizen en middelgrote installaties
  - Klasse 3: Tandartsen, orthodontisten en radiologen
- opstellen van interventierichtwaarden voor radiologische noodsituaties en afbakenen van exclusiezone's als zich een kernramp voordoet

Onder het FANC is ook Bel V actief als organisatie waar alle deskundigen actief op het Belgische grondgebied in vertegenwoordigd zijn.

## Organisatie
Het agentschap wordt bestuurd door een raad van bestuur. Deze worden aangesteld op voorstel van de federale regering door de Belgische koning. De leiding heeft de directeur-generaal, van 2008 tot eind 2012 was dat Willy de Roovere. Ook deze functie wordt na regeringsvoorstel door de koning aangesteld. Hij wordt bijgestaan door vier departementshoofden voor “regulatie, internationale zaken en ontwikkeling (regulation, international affairs and development; RIAD)”, “inrichtingen en afval”, “beveiliging en vervoer” en “gezondheid en leefmilieu”.
Op 1 januari 2013 volgde Jan Bens Willy De Roovere op. Bens was tot 2007 directeur van de kerncentrale van Doel. Hij werkte nadien en tot eind 2012 als CEO van WANO (World Association of Nuclear Operators), een internationale non-profitorganisatie gespecialiseerd in nucleaire veiligheid. Op de benoeming van Bens kwam reactie van Groen-parlementslid Kristof Calvo.
In april 2016 bleek uit een audit dat de organisatie zwak lijkt en gevoelig voor externe druk. Vooral in verband met nucleaire energie zou de FANC niet onafhankelijk genoeg zijn. In het najaar van 2016 werd confidentiële briefwisseling van het FANC naar ENGIE Electrabel gelekt in de pers. Hierin werd de veiligheidscultuur van de kerncentrale Tihange in vraag gesteld.
In het voorjaar van 2016 was er het voornemen de levensduur van kernreactoren 'Doel 1' en 'Doel 2' met vele jaren te verlengen. Op advies van advocatenkantoor Stibbe stelde Jan Bens, de directeur van FANC, een aantal wijzigingen in de wettekst voor. Een paar maanden later kon het wetsontwerp van federaal minister van Energie Marie-Christine Marghem zonder enig amendement passeren.  Eind december 2016 uitte ex-directeur Yvan Pouleur zijn twijfels ten aanzien van de onafhankelijkheid van FANC. Er was niets gewijzigd in de wettekst, want het kabinet-Marghem had dit zo beslist. De verlenging van de vergunning voor de centrales was naar Pouleurs mening mogelijk zelfs onwettig.
Sinds mei 2018 is kernfysicus Frank Hardeman de nieuwe directeur-generaal van het agentschap voor een periode van zes jaar.